# 呪われた城
呪われた城（のろわれたしろ、Dragonwyck）は1946年に公開されたアメリカ映画。白黒映画である。監督と脚本はジョーゼフ・L・マンキーウィッツ、製作はダリル・F・ザナックとエルンスト・ルビッチ (ノンクレジット)。本作は、アニヤ・セットンが1944年に出版した同名のベストセラー小説を原作にしている。
本作は初めルビッチが監督を務める予定だったが、体調不良のため友人のマンキーウィッツに代わりを頼んだ経緯がある。マンキーウィッツはすでに映画脚本家・製作者として名声を得ていたが、映画監督としては本作がデビュー作である。

## あらすじ
1844年、コネチカット州に家族で住んでいたミランダ・ウェルズは父の反対を押し切り、親戚ヴァン・ライン家の娘・カトリンの家庭教師として、ニューヨーク州のドラゴンウィック荘園にある屋敷に住み込むことにした。カトリンの父でヴァン・ライン家の当主であるニコラスは妻ジョアナとの折り合いが悪く、小作人たちとの仲も悪かった。カトリンも両親から愛情を受けていなかった。
やがて、ジョアナの死がきっかけでニコラスとミランダは肉体関係を結ぶ。だが、ミランダがニコラスとの間にもうけた子が死に、ニコラスは再びふさぎ込む。ミランダはニコラスが薬物中毒になったことを知るも、何もできず、つらい思いをする。
その後、ヴァン・ライン家のまとめ役である医師ジェフは、女中の知らせを受け、ニコラスの発狂を知る。同時に、ジョアナの死が病死ではなく、ニコラスによって殺されたことが判明する。ニコラスはジェフに解雇を言い渡すも最終的には狂気のうちに死ぬ。そして、ミランダはジェフが信頼のおける人物であることを初めて知る。